# 王倫 (南宋)
王倫（1084年—1144年），字正道，大名府莘县人，南宋政治人物、外交人物。曾四次出使金国，后于绍兴十四年（1144年）为金所害。

## 生平
建炎元年（1127年），王倫以朝奉郎假刑部侍郎出使金国。被扣至绍兴二年（1132年）放回南宋。绍兴七年（1137年）二月第二次出使金国，会见完颜昌，奉迎宋徽宗灵柩回宋，同年十二月回宋，金答应归还徽宗灵柩和太后。绍兴八年（1138年）三月，与金国使臣在临安约定和议。绍兴九年（1139年），王倫以端明殿学士签书枢密院事出使金国，被兀术扣留。1144年，金熙宗以王伦为平州路转运使，王伦已受命，后来辞逊，金熙宗说：“此反复之人也。”遂在上京被杀，年六十一岁。

## 评价
清代赵翼在《廿二史札记》中高度评价王伦：“是时金人方虏二帝北去，凶焰正炽，谁敢身入虎口，伦独慷慨请行，其胆勇已绝出流辈。”“设使金不渝盟，则存殁具归，境土得复，伦之功岂南渡文武诸臣所可及则！”

## 延伸阅读
[在维基数据编辑]
 《宋史·卷371》，出自脱脱《宋史》